# Saison 2012 du Consadole Sapporo
Maillots
Dernière mise à jour : 1 octobre 2012.
Chronologie
Saison précédente Saison suivante
La saison 2012 du Consadole Sapporo est la 1er saison du club en première division du championnat du Japon depuis 2008.
Le Consadole Sapporo a terminé troisième de la J. League 2 2011.